# (33790) 1999 SA9
1999 SA9 (asteroide 33790) é um asteroide da cintura principal. Possui uma excentricidade de 0.16629420 e uma inclinação de 13.08192º.
Este asteroide foi descoberto no dia 29 de setembro de 1999 por LINEAR em Socorro.